# Campofiorenzo
Campofiorenzo è una frazione del Comune di Casatenovo, situata a sud del territorio comunale.
La frazione, distante circa 3 km dal centro del paese, confina con la frazione di Rogoredo e con i comuni di Correzzana, Camparada, Usmate Velate e Lesmo.

## Monumenti e luoghi d'interesse

### Corte di Campofiorenzo
Le informazioni più antiche riguardanti la Corte di Campofiorenzo risalgono alla fine del XIII secolo. La corte è formata da un corpo centrale quadrato che si sviluppa attorno ad un ampio cortile, forma tipica delle corti lombarde. Nel corso dell'Ottocento, la corte fu una delle poche che beneficiò di un'importante risorsa: l'acqua corrente, fornita dalle quattro fontane interne e dal lavatoio, grazie all'acquedotto Mellerio, voluto dal conte proprietario di Villa Gernetto a Lesmo.
Elementi importanti della corte erano il forno e il lavatoio. La Madonna del Forno, una rappresentazione della Sacra Famiglia, venne restaurata negli anni Cinquanta dopo la demolizione di forno e lavatoio.
La vita rurale era segnata da duri lavori ma anche da feste comunitarie, come quella di Sant’Eurosia a luglio e di San Mauro a gennaio, durante la quale si celebravano diverse messe nella piccola chiesa della corte, coinvolgendo tutti i sacerdoti del circondario.

### Chiesa di San Mauro
La Chiesina di San Mauro ospita diverse statue e affreschi, tra cui quelli del santo omonimo, protettore degli ammalati, e di Sant'Eurosia, co-patrona meno conosciuta. A gennaio, nella piccola chiesa, si festeggia il suo patrono.

## Eventi
La Festa del Salame di Campofiorenzo è una tradizione annuale che si svolge nella frazione di Campofiorenzo e si tiene in primavera. Inizia solitamente in occasione del ponte del XXV Aprile e dura per due o tre weekend di fila.

## Storia
Dal 1879 al 1917 attraverso la frazione di Campofiorenzo passava il tramway a vapore Monza-Barzanò-Oggiono.